# Sauville (Ardenas)
  Sauville é uma comuna francesa na região administrativa de Grande Leste, no departamento das Ardenas. Estende-se por uma área de 14,76 km². Em 2010 a comuna tinha 249 habitantes (densidade: 16,9 hab./km²).